# Jeff McInnis
Jeff Lemans McInnis (Charlotte, Carolina del Norte, 22 de octubre de 1974) es un exjugador y entrenador de baloncesto estadounidense que jugó en la NBA desde 1996 hasta 2008. Con 1,93 metros de estatura, jugaba en la posición de base. Desde 2024 es entrenador asistente en el College of Charleston.

## Trayectoria deportiva

### Universidad
Jugó durante 3 temporadas con los Tar Heels de la Universidad de North Carolina, donde promedió 11,3 puntos y 4,4 asistencias por partido.

### Profesional
Fue elegido por los Nuggets en segunda ronda en el Draft de la NBA de 1996, en el puesto 37. Hasta ahora ha jugado en Cleveland Cavaliers, Portland Trail Blazers, Los Angeles Clippers, Washington Wizards, Denver Nuggets y New Jersey Nets. En enero de 2007 fue traspasado a Charlotte Bobcats a cambio de Bernard Robinson siendo cortado por los Bobcats el 29 de febrero de 2008.
[actualizar]

### Entrenador
[actualizar]